# Eduard Meijer
Eduard Meijer (* 25. Februar 1878 in Amsterdam; † 20. März 1929 ebenda) war ein niederländischer Schwimmer und Wasserballspieler.

## Karriere
Meijer nahm 1900 an den Olympischen Spielen in Paris teil. Im Wettbewerb über 4000 m Freistil erreichte er den fünften Rang. Acht Jahre später war er erneut Teilnehmer der Olympischen Spiele. In London scheiterte er über 1500 m Freistil im Vorlauf. Mit der niederländischen Mannschaft nahm er außerdem am Wettbewerb im Wasserball teil. Hier wurde das Team Vierter.
Sein Bruder Karel Meijer war ebenfalls zweifacher Olympiateilnehmer.